# 21637 Ninahuffman
A 21637 Ninahuffman (ideiglenes jelöléssel 1999 NH36) a Naprendszer kisbolygóövében található aszteroida. A LINEAR projekt keretében fedezték fel 1999. július 14-én.